# 6 март
6 март е 65-ият ден в годината според григорианския календар (66-и през високосна година). Остават 300 дни до края на годината.

## Събития
- 1521 г. – Фернандо Магелан открива островите Гуам и Рота.
- 1810 г. – Илинойс става първият щат на САЩ, в който е въведена задължителна ваксинация на населението.
- 1834 г. – В Канада град Йорк е преименуван на Торонто.
- 1837 г. – Руският император Николай I възстановява имотите на Зографския манастир в Бесарабия и дава компенсация от руското правителство в размер на 400 000 рубли.
- 1853 г. – Във Венеция се състои премиерата на операта „Травиата“ на Джузепе Верди.
- 1869 г. – Дмитрий Менделеев представя първата Периодична система на елементите.
- 1888 г. – Експедицията на унгарския граф Шамуел Телеки открива езерото Рудолф (Басо Нарок) в Африка.
- 1899 г. – Немският химик Феликс Хофман получава патент за аспирина.
- 1902 г. – Основан е футболен клуб Реал Мадрид.
- 1910 г. – Селски бунтове в Тесалия.
- 1911 г. – Българското книжовно дружество е преименувано в Българска академия на науките.
- 1913 г. – В Сан Франциско за първи път започва да се използва думата джаз за определяне на музикален стил.
- 1933 г. – Американските банки са затворени за 8 дни поради финансова криза в банковата система на САЩ.
- 1938 г. – Започват изборите за XXIV обикновено народно събрание в България, като за първи път жените имат право на глас.
- 1945 г. – България във Втората световна война: Първа българска армия започва Дравската операция (6-19 март 1945 г.) в Унгария при Дравасоболч, в която тя се отбранява от настъпващите срещу нея германски войски от група армии „Е“, като българската армия преминава на 16 март в контранастъпление и разгромява до 19 март германските войски.
- 1948 г. – Народното събрание приема закон за национализация на горите в България.
- 1951 г. – В САЩ започва процесът срещу съпрузите Джулиус и Етел Розенберг по обвинение в шпионаж в полза на СССР.
- 1953 г. – На мястото на починалия Сталин, за министър-председател на СССР и генерален секретар на ЦК на КПСС е избран Георгий Маленков.
- 1957 г. – Гана обявява национална независимост от Великобритания.
- 1964 г. – Умира гръцкият крал Павлос I и престола заема синът му Константинос II.
- 1983 г. – Компанията Моторола представя първия в света преносим клетъчен телефон.
- 1994 г. – На референдум населението на Молдова решава да бъде обявена национална независимост.
- 2003 г. – Самолетът при полет 6289 на „Еър Алжери“ се разбива на летище „Агуенар – Хадж Бей Ахамок”, Таманрасет, Алжир и убива 102 от 103-мата души на борда.

## Родени
- 1475 г. – Микеланджело Буонароти, италиански художник и скулптор († 1564 г.)
- 1619 г. – Сирано дьо Бержерак, френски драматург († 1655 г.)
- 1659 г. – Саломо Франк, немски поет († 1725 г.)
- 1745 г. – Кажимеж Пуласки, полски генерал († 1779 г.)
- 1815 г. – Пьотър Ершов, руски писател († 1869 г.)
- 1870 г. – Оскар Щраус, австрийски оперетен композитор († 1954 г.)
- 1874 г. – Николай Бердяев, руски философ († 1948 г.)
- 1877 г. – Никола Михов, български библиограф († 1962 г.)
- 1885 г. – Ринголд Ланднър, американски писател († 1933 г.)
- 1896 г. – Никола Обрешков, български математик († 1963 г.)
- 1904 г. – Ценко Цветанов, български писател и библиограф († 1960 г.)
- 1906 г. – Лу Костело, американски актьор и комик († 1959 г.)
- 1909 г. – Станислав Йежи Лец, полски писател († 1966 г.)
- 1911 г. – Пламен Цяров, български актьор († 1983 г.)
- 1926 г. – Анджей Вайда, полски режисьор († 2016 г.)
- 1926 г. – Алън Грийнспан, американски икономист
- 1927 г. – Габриел Гарсия Маркес, колумбийски писател, Нобелов лауреат през 1982 г. († 2014 г.)
- 1933 г. – Стойчо Панчев, български академик на БАН († 2014 г.)
- 1937 г. – Валентина Терешкова, съветска космонавтка
- 1939 г. – Адам Осбърн, британски компютърен дизайнер († 2003 г.)
- 1940 г. – Уилям Фергюсън, южноафрикански автомобилен състезател († 2007 г.)
- 1941 г. – Майкъл Горман, американски библиотекар
- 1943 г. – Александър Бръзицов, български композитор († 2016 г.)
- 1946 г. – Дейвид Гилмър, британски китарист (Pink Floyd)
- 1947 г. – Богдан Глишев, български актьор
- 1954 г. – Тони Шумахер, германски футболен вратар и национал
- 1954 г. – Джоуи Демайо, американски баскитарист (Manowar)
- 1966 г. – Яхия Аяш, палестински терорист († 1996 г.)
- 1969 г. – Андреа Елсън, американска актриса
- 1969 г. – Никълъс Роджърс, австралийски актьор
- 1972 г. – Мариане Тиме, холандски политик
- 1972 г. – Шакил О'Нийл, американски баскетболист
- 1974 г. – Любомир Владимиров, професор, български учен и политик
- 1977 г. – Йоргос Карагунис, гръцки футболист
- 1979 г. – Гари Монк, английски футболист
- 1983 г. – Андраник Теймурян, ирански футболист
- 1989 г. – Агнешка Радванска, полска тенисистка
- 1991 г. – Тайлър Дъ Криейтър, американски артист
- 1972 г. - инж. Пепа Христова, български инженер

## Починали
- 991 г. – Варда Склир, византийски военачалник (* към 920)
- 1867 г. – Петер фон Корнелиус, германски художник (* 1783 г.)
- 1872 г. – Христо Георгиев, български предприемач, политик и общественик (* 1824 г.)
- 1888 г. – Луиза Мей Олкът, американска писателка (* 1832 г.)
- 1900 г. – Готлиб Даймлер, германски инженер и индустриалец (* 1834 г.)
- 1916 г. – Василий Суриков, руски художник, исторически живописец (* 1848 г.)
- 1945 г. – Вячеслав Шишков, руски писател (* 1873 г.)
- 1949 г. – Ана Карима, българска писателка (* 1871 г.)
- 1961 г. – Борис Вилкицки, руски хидрограф (* 1885 г.)
- 1964 г. – Павлос I, крал на Гърция (* 1901 г.)
- 1967 г. – Золтан Кодай, унгарски композитор (* 1882 г.)
- 1970 г. – Димитър Цолов, български архитект (* 1896 г.)
- 1973 г. – Пърл Бък, американска писателка, Нобелова лауреатка през 1938 г. (* 1892 г.)
- 1982 г. – Айн Ранд, американска писателка и философ (* 1905 г.)
- 1988 г. – Константин Илиев, български композитор (* 1924 г.)
- 1991 г. – Александър Карасимеонов, български писател (* 1930 г.)
- 1994 г. – Мелина Меркури, гръцка актриса и политик (* 1920 г.)
- 1994 г. – Тенгиз Абуладзе, грузински режисьор (* 1924 г.)
- 1997 г. – Славчо Донков, български писател и поет (* 1942 г.)
- 1998 г. – Костадин Кюлюмов, български писател (* 1925 г.)
- 2005 г. – Ханс Бете, американски физик от германски произход, Нобелов лауреат през 1967 г. (* 1906 г.)
- 2006 г. – Дана Рийв, американска актриса, съпруга на Кристофър Рийв (* 1961 г.)
- 2007 г. – Павел Сираков, български народен певец (* 1918 г.)
- 2010 г. – Ендуранс Идахор, нигерийски футболист (* 1984 г.)
- 2020 – Маккой Тайнър, американски пианист (* 1938 г.)

## Празници
- Световен ден за борба с глаукомата
- Гана – Ден на независимостта (от Великобритания, 1957 г., национален празник)
- На този също се чества, „Красимиров ден“ (по новия календар). Празнуващи на този ден са: Красимир, Красимира, Краса, и др.